# Betakerur, Hirekerur
Betakerur là một làng thuộc tehsil Hirekerur, huyện Haveri, bang Karnataka, Ấn Độ.